# Egglestonichthys melanoptera
Egglestonichthys melanoptera är en fiskart som först beskrevs av Visweswara Rao, 1971.  Egglestonichthys melanoptera ingår i släktet Egglestonichthys och familjen smörbultsfiskar. Inga underarter finns listade i Catalogue of Life.